# Der Kampf
Der Kampf (traduïble com a «La lluita») va ser un setmanari en llengua alemanya i francesa, publicat a Luxemburg pel Partit Comunista de Luxemburg entre 1920 i 1922.

## Història
Al final de la Primera Guerra Mundial i amb l'impacte de la Revolució d'Octubre de 1917, el Partit Socialista dels Treballadors va plantejar la qüestió de l'adhesió a la Tercera Internacional, com va passar amb tots els partits socialistes de l'època. Per promoure el seu punt de vista, l'ala esquerra del partit va publicar primer uns quants números de la revista Die Neue Jugend a la primavera de 1920 i després, a partir del 18 de novembre de 1920, el primer diari comunista del país, el Der Kampf. Wochenschrift der Kommunisten Luxemburgs («La lluita. Revista setmanal dels comunistes de Luxemburg»). El setmanari es publicava cada dissabte, després de sortir de l'impremta Ed Nimax, a un preu per unitat de 25 cèntims. Constava de quatre pàgines de tres columnes cadascuna i el responsable de la seva direcció davant dels jutjats civils va ser Ed Reiland.
El congrés decisiu de l'1 i 2 de gener de 1921 va acabar amb una escissió del partit, que es va constituir en el nou Partit Comunista de Luxemburg i es va adherir a la Tercera Internacional. A partir del 3 d'abril de 1921 va incloure el suplement Der Kommunistische Gewerkschaftler («El sindicalista comunista»). El vuitè número del periòdic es va subtitular Organ der Kommunistischen Partei Luxemburgs (Sektion der 3. Internationale) («Òrgan del Partit Comunista de Luxemburg [Secció de la tercera Internacional]») i va publicar un manifest del partit. Publicat tant en alemany com en francès, el periòdic es va preocupar mes d'informar sobre els debats teòrics del moviment comunista internacional, els avantatges de la Tercera Internacional i el desenvolupament de la Revolució d'Octubre per a la necessitat de la partit Comunista que no pas de la situació social de Luxemburg. Ja a partir del primer número va aparèixer com a fulletó un reportatge en sèrie escrit per Jempi Krier denominat «Was ich in Russland sah» ("El que vaig veure a Rússia").
Després de la derrota de la vaga de març de 1921, el moviment obrer luxemburguès es va veure molt afeblit. El 13 de juliol, el la direcció del setmanari va notificar que dos números no es podien publicar i, el gener de 1923, va notificar que calia aturar la publicació pels alts nivells d'endeutament. Fins al 1924, el diari Volkstribrüne de Metz va cedir regularment dues columnes als comunistes luxemburguesos. L'1 de maig de 1925 va haver un nou intent de crear un periòdic comunista, aquesta vegada de periodicitat mensual i encara més anti-sistema, el Die Proletenfaust. Organ der Kommunistischen Partei Luxemburgs, que també es va quedar sense diners després de cinc números i el partit va romandre sense òrgan de premsa fins a la publicació d'Arbeiterstimme («Veu obrera»).